# Sericoptera mahometaria
Sericoptera mahometaria är en fjärilsart som beskrevs av Herrich-Schäffer 1856. Sericoptera mahometaria ingår i släktet Sericoptera och familjen mätare. Inga underarter finns listade i Catalogue of Life.